# تپه قلعه وجه‌آباد
تپه قلعه وجه آباد مربوط به دوران‌های تاریخی پس از اسلام است و در شهرستان بهارستان، بخش گلستان، روستای وجه آباد واقع شده و این اثر در تاریخ ۱۶ شهریور ۱۳۸۳ با شمارهٔ ثبت ۱۱۰۶۷ به‌عنوان یکی از آثار ملی ایران به ثبت رسیده‌است.